# Église de la Sainte-Croix de Rauma
Pour les articles homonymes, voir Église de la Sainte-Croix.
L'église de la Sainte-Croix (finnois : Pyhän Ristin kirkko) est une église luthérienne située à  Rauma en Finlande.

## Description
À l'origine, l'édifice est construit dans l'ancienne Rauma, probablement entre 1515 et 1520 pour le monastère franciscain de Rauma (fi).
L'église servira aux franciscains jusqu'en 1538, quand le monastère sera fermé lors de la réforme en Suède. Elle se dégradera jusqu'à ce qu'on la remette en service comme église luthérienne en 1640.
Par sa forme, le bâtiment rappelle les églises en pierre du Satakunta.
Elle peut accueillir 800 personnes. Les peintures décoratives datent du XVIe siècle. La tour du clocher est construite en 1816 avec les pierres de l’église précédente et sert aussi à l'époque de repère terrestre pour les marins.
Détruite par un incendie, elle est reconstruite en 1968.

## Galerie

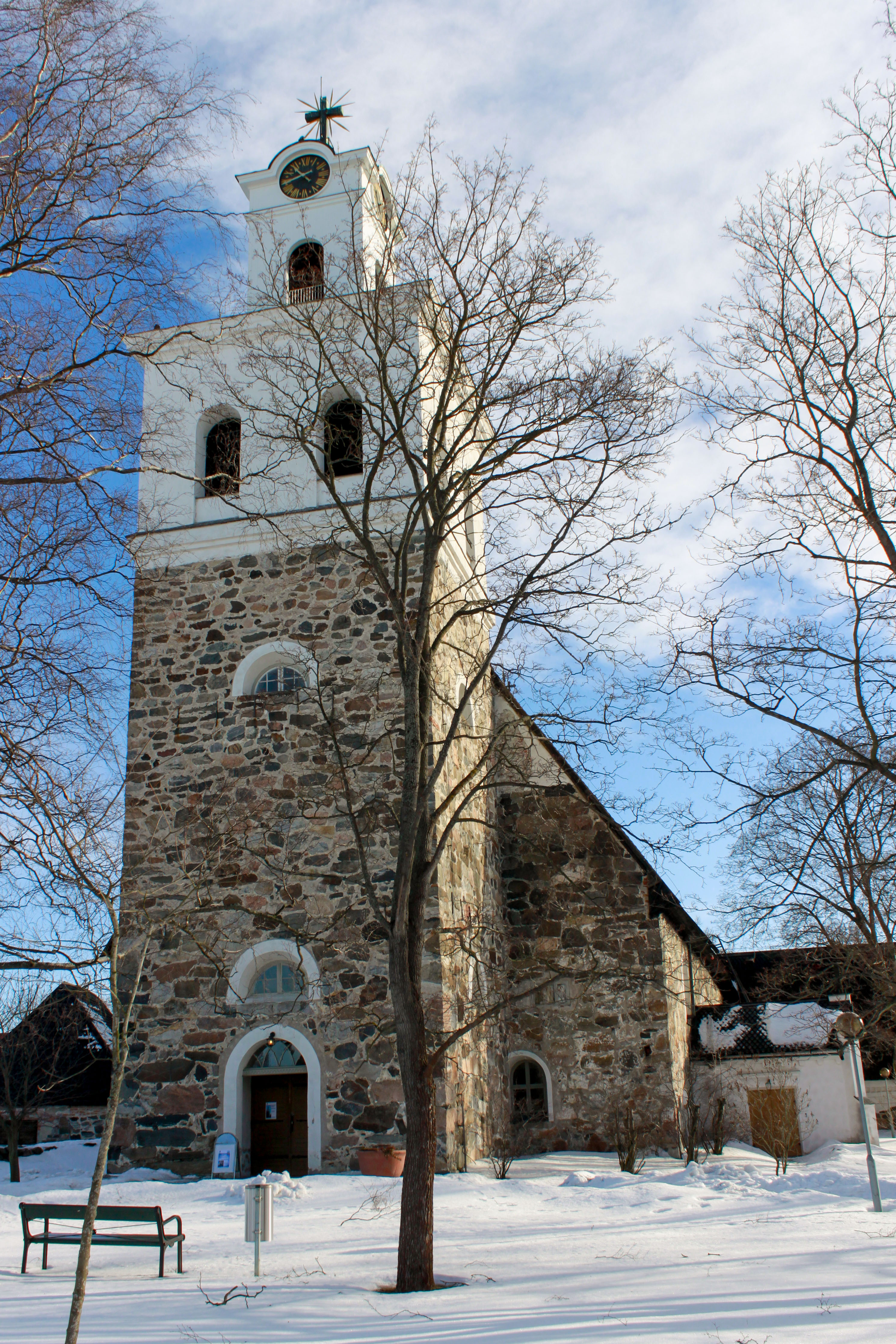
La tour du clocher construite en 1816.
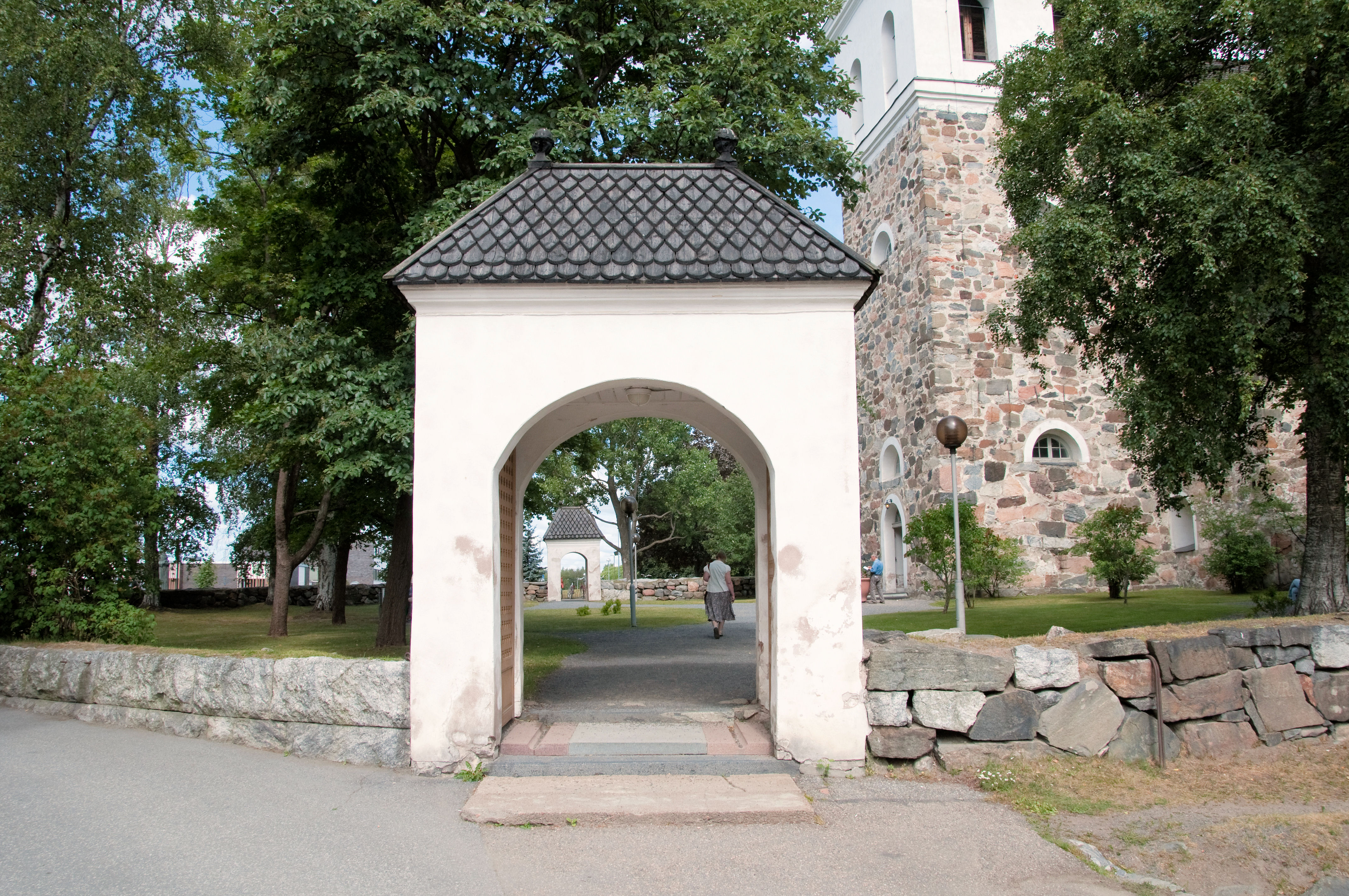
L'entrée de l'église.
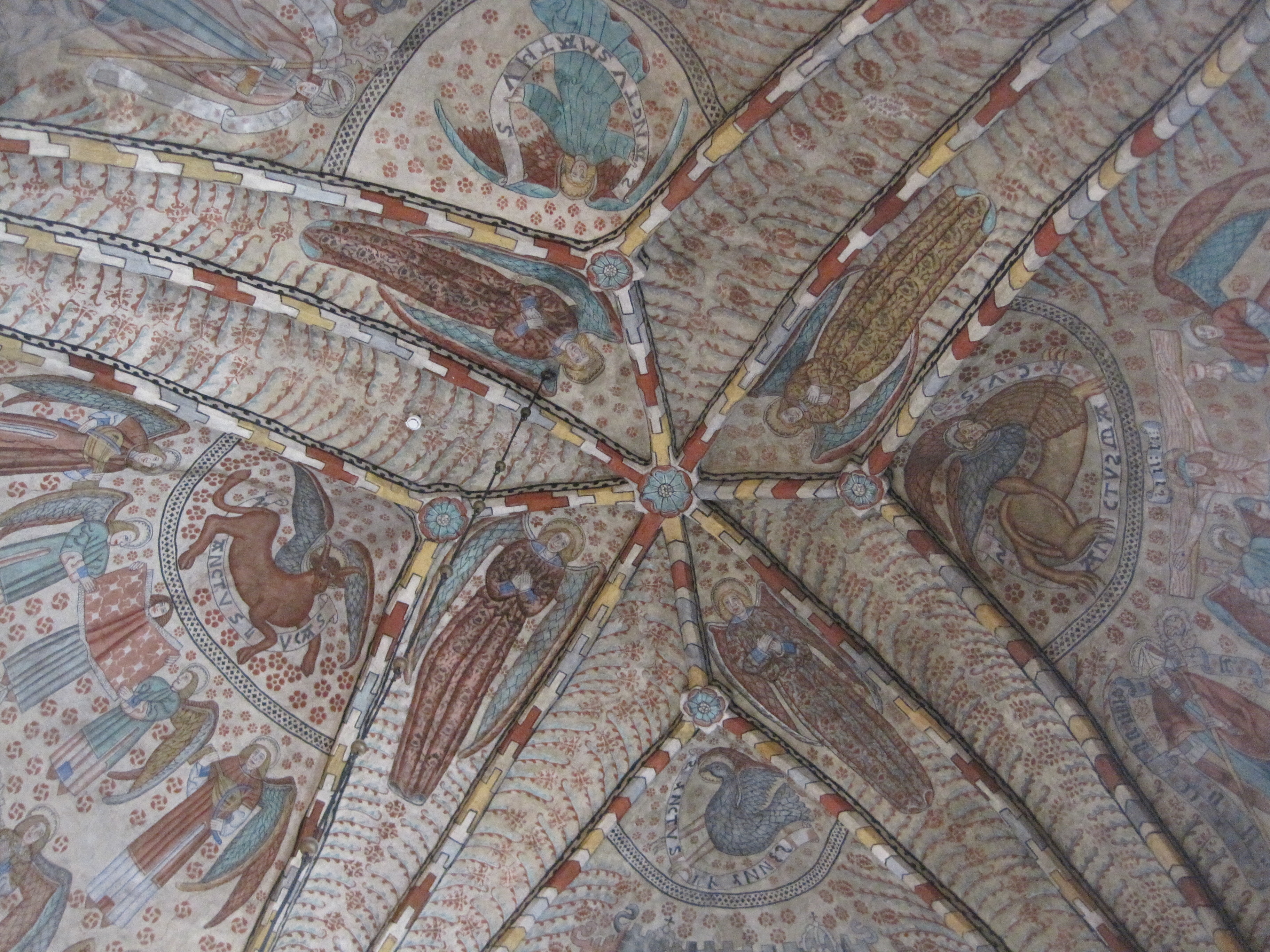
Fresques de la voûte.
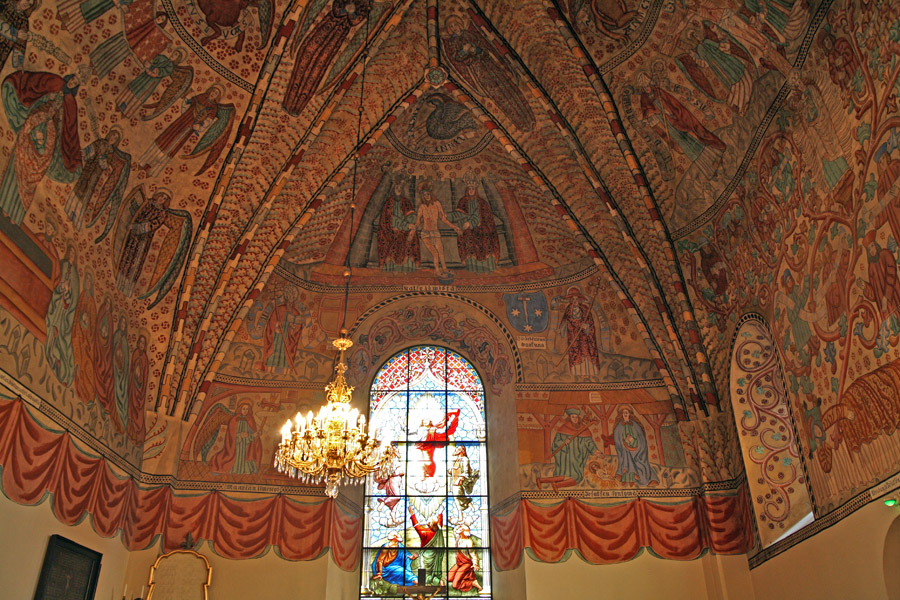
Fresques de la voûte.
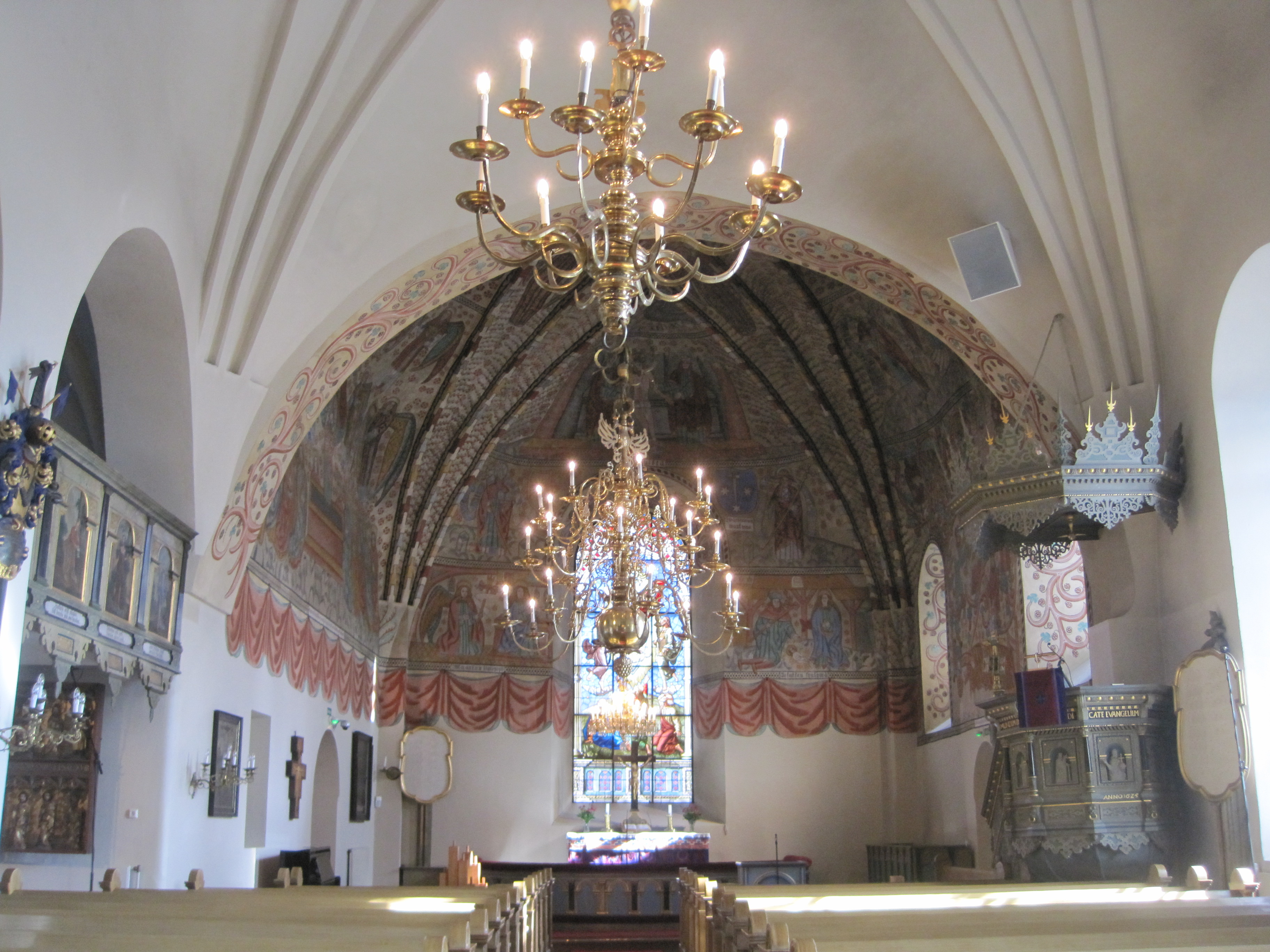
Intérieur de l'église.